# Tvarožná (district de Kežmarok)
Pour les articles homonymes, voir Tvarožná.
Tvarožná (en allemand : Durlsdorf) est un village du district de Kežmarok, dans la région de Prešov, en Slovaquie.

## Histoire
La première mention écrite du village date de 1268.

## Démographie

### Évolution de la population
| Année:               | 1994. | 2004.    | 2014.    | 2024.    |
| -------------------- | ----- | -------- | -------- | -------- |
| Nombre de personnes: | 555   | 630      | 714      | 825      |
| Différence:          |       | +13,51 % | +13,33 % | +15,54 % |

| Année:               | 2023. | 2024.   |
| -------------------- | ----- | ------- |
| Nombre de personnes: | 798   | 825     |
| Différence:          |       | +3,38 % |